# Ipari, Kereskedelmi és Idegenforgalmi Minisztérium
Az Ipari, Kereskedelmi és Idegenforgalmi Minisztérium a Magyar Köztársaság idején az ipar és a kereskedelem irányítására létrehozott intézmény volt. Rövidítése: IKIM. Élén az ipari, kereskedelmi és idegenforgalmi miniszter állt. A miniszter rendeletet (IKIM rendelet) adhatott ki.

## Címe
1055 Budapest, Honvéd u. 13-15. illetve  1051 Budapest, Vigadó u. 6.

## Története
Az Ipari és Kereskedelmi  Minisztérium utódja.
A Magyar Köztársaság minisztériumainak felsorolásáról szóló 1990. évi XXX. törvény módosításáról rendelkező 1996. évi LXXIV. törvény   szerint az Ipari és Kereskedelmi Minisztérium elnevezés helyébe az Ipari, Kereskedelmi és Idegenforgalmi Minisztérium lépett. 1996. október 29-én  Fazakas Szabolcs lett az új ipari, kereskedelmi és idegenforgalmi miniszter, mivel elődjét, Suchman Tamást 1996. október 15-ei hatállyal felmentették.

## Ipari, kereskedelmi és idegenforgalmi miniszterek
Miniszter: Fazakas Szabolcs (független); politikai államtitkár: T. Asztalos Ildikó (SZDSZ); közigazgatási államtitkár: Gilyán György.